# 解一貫
解一貫（1487年—16世紀），字曾唯，山西太原府交城縣人，明朝政治人物。

## 生平
正德二年（1507年）丁卯科山西鄉試第一名舉人（解元），十六年（1521年）辛巳科進士。授工科給事中，多有建言。嘉靖元年（1522年）偕同御史稽核牧馬草場。司禮監太監閻洪等奏派宦官一人隨行，解一貫諫言不可，於是作罷。升刑科左給事中。雲南巡按郭楠因建言、廣東按察使張佑、副使孫懋以辱官校皆遭逮治；監察御史方啟顏以杖刑打死宦官之家人而遭革職；元城縣知縣張好古因拘捕外戚家族，解一貫都上疏論救。忤逆上旨，遭停俸處分。進吏科都給事中。教授王價、錄事錢予勛以考察罷官，藉由大禮議冀重新起用。解一貫等疏言：「如此，將壞祖宗百年制」。事竟無回應。張璁、桂萼諂媚世宗，獲得破格提拔，又屢次上書攻擊費宏，解一貫憤然上書斥責張璁、桂萼二人，被二人報復，左遷開州判官，卒於任。

## 家族
曾祖解子祥；祖父解理，知縣；父解康，司獄。母孫氏。永感下。

## 延伸阅读
[在维基数据编辑]
 《明史卷二百〇六》，出自《明史》

- （清）張廷玉 等.《明史》.